# Amythas membranifera
Amythas membranifera är en ringmaskart som beskrevs av Benham 1921. Amythas membranifera ingår i släktet Amythas och familjen Ampharetidae. Inga underarter finns listade i Catalogue of Life.